# Assistenza fiscale
L'assistenza fiscale è un servizio che viene reso ai dipendenti ed ai pensionati dai centri di assistenza fiscale (CAF), dai datori di lavoro o dagli enti previdenziali, da professionisti abilitati.
In Italia il servizio di assistenza fiscale è stato attuato per la prima volta nel 1993 con l'introduzione del Modello 730 ideato dal ministro delle Finanze Giorgio Benvenuto.
I lavoratori dipendenti ed i pensionati possono presentare la dichiarazione dei redditi - Modello 730 - direttamente al proprio datore di lavoro o dell'ente che eroga la pensione oppure rivolgendosi ad uno dei Centri di assistenza fiscale per lavoratori dipendenti e pensionati.
L'assistenza fiscale da parte del datore di lavoro o ente previdenziale è gratuita e consiste in un controllo formale della dichiarazione presentata. Non occorre allegare documentazione.
Diverso è il caso dei CAF che sono società di capitali le quali - oltre ad effettuare un controllo formale sulla dichiarazione - devono controllare anche la documentazione apponendo un timbro. Il servizio è in genere gratuito per coloro che consegnano la dichiarazione precompilata, mentre, nel caso di dipendenti o pensionati che non sono in grado di effettuare la compilazione, il servizio è a pagamento.
Dal 2006 anche i commercialisti possono prestare assistenza fiscale.